# (1642) Hill
(1642) Hill – planetoida z pasa głównego asteroid okrążająca Słońce w ciągu 4 lat i 206 dni w średniej odległości 2,75 au. Została odkryta 4 września 1951 roku w Landessternwarte Heidelberg-Königstuhl w Heidelbergu przez Karla Reinmutha. Nazwa planetoidy pochodzi od George'a Williama Hilla (1838-1914), amerykańskiego astronoma i matematyka. Przed nadaniem nazwy planetoida nosiła oznaczenie tymczasowe (1642) 1951 RU.